# Gebre-egziabher Gebremariam
Gebre-egziabher Gebremariam (amhariska: ገብረ እግዚአብሄር ገብረ ማርያም), född den 10 september 1984 i Tigray, är en etiopisk friidrottare som tävlar i medel- och långdistanslöpning.
Gebremariam genombrott kom när han 2002 vann guld på 10 000 meter och brons på 5 000 meter vid junior-VM. Han deltog vid VM 2003 i Paris där han slutade sexa på 5 000 meter. Samma år blev han trea vid IAAF World Athletics Final i Monaco.
Han deltog vid Olympiska sommarspelen 2004 i Aten där han slutade fyra på 5 000 meter. Vid VM 2005 valde han att tävla på 10 000 meter där han slutade på femtonde plats. Han deltog även vid VM 2007 där han blev sexa. 
2009 vann han guld vid VM i terränglöpning i Amman.

## Personliga rekord
- 5 000 meter - 12.52,80
- 10 000 meter - 26.52,33